# New Holland Machine Company
New Holland je firma zabývající se výrobou a montáží traktorů. Byla založena v roce 1895 v Pensylvánii tehdy šestadvacetiletým Abem Zimmermannem, který zřídil v městečku New Holland malou opravnu na stroje, kde pracoval jako mechanik. Poté pokračoval vývojem a výrobou přenosného mlýnku na krmivo a jednoho z prvních automatických drtičů kamene.
Druhým průkopníkem byl Leon Clayes, který založil v roce 1906 společnost, která se specializovala na výrobu sklízecích strojů. Podnik postupně vzkvétal a roce 1952 Clayes sestavil první samochodnou mlátičku na světě. Po řadě nákupů se staly výrobní společnosti Zimmerman a Clayes součástí skupiny Ford.

## Stroje New Holland

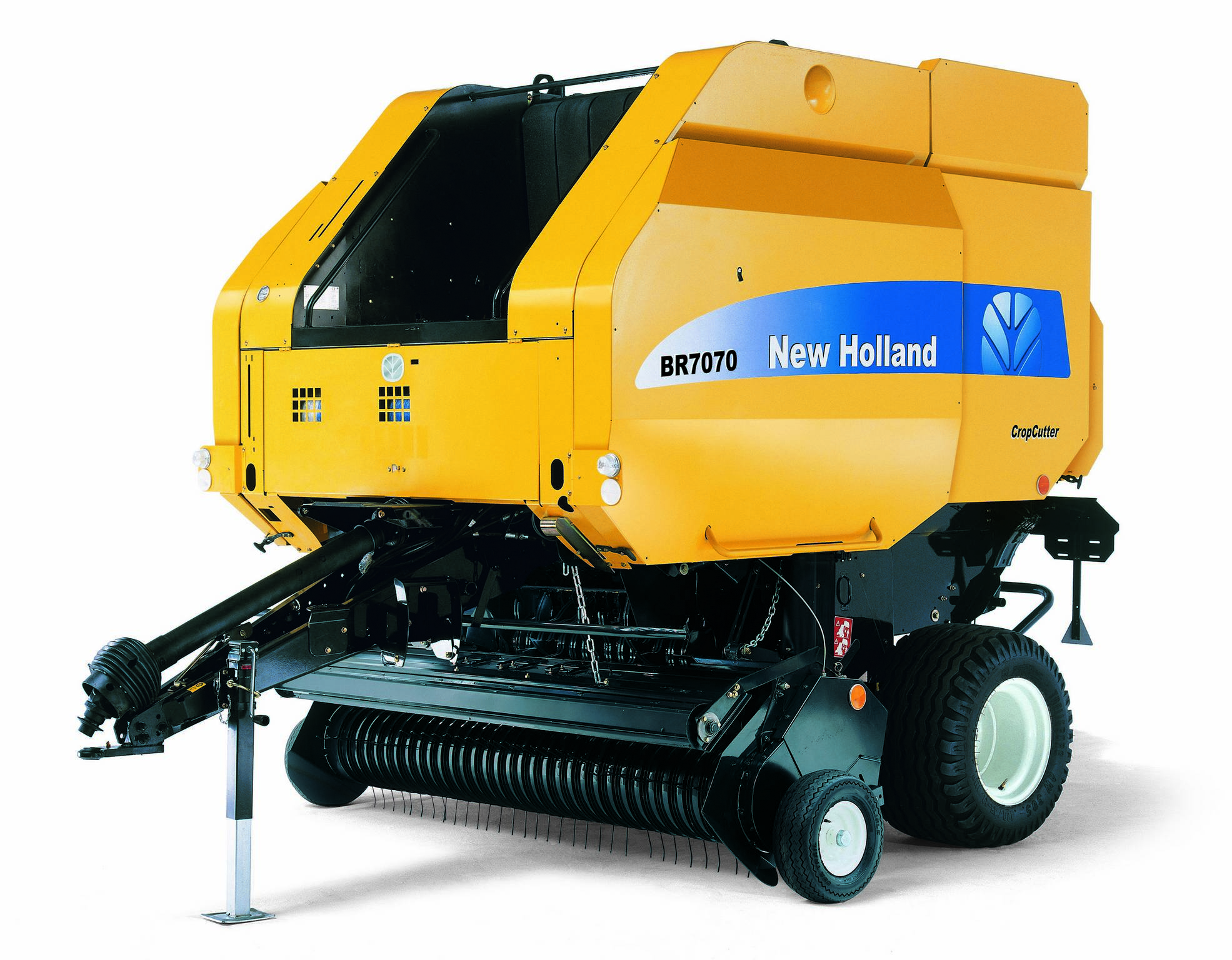
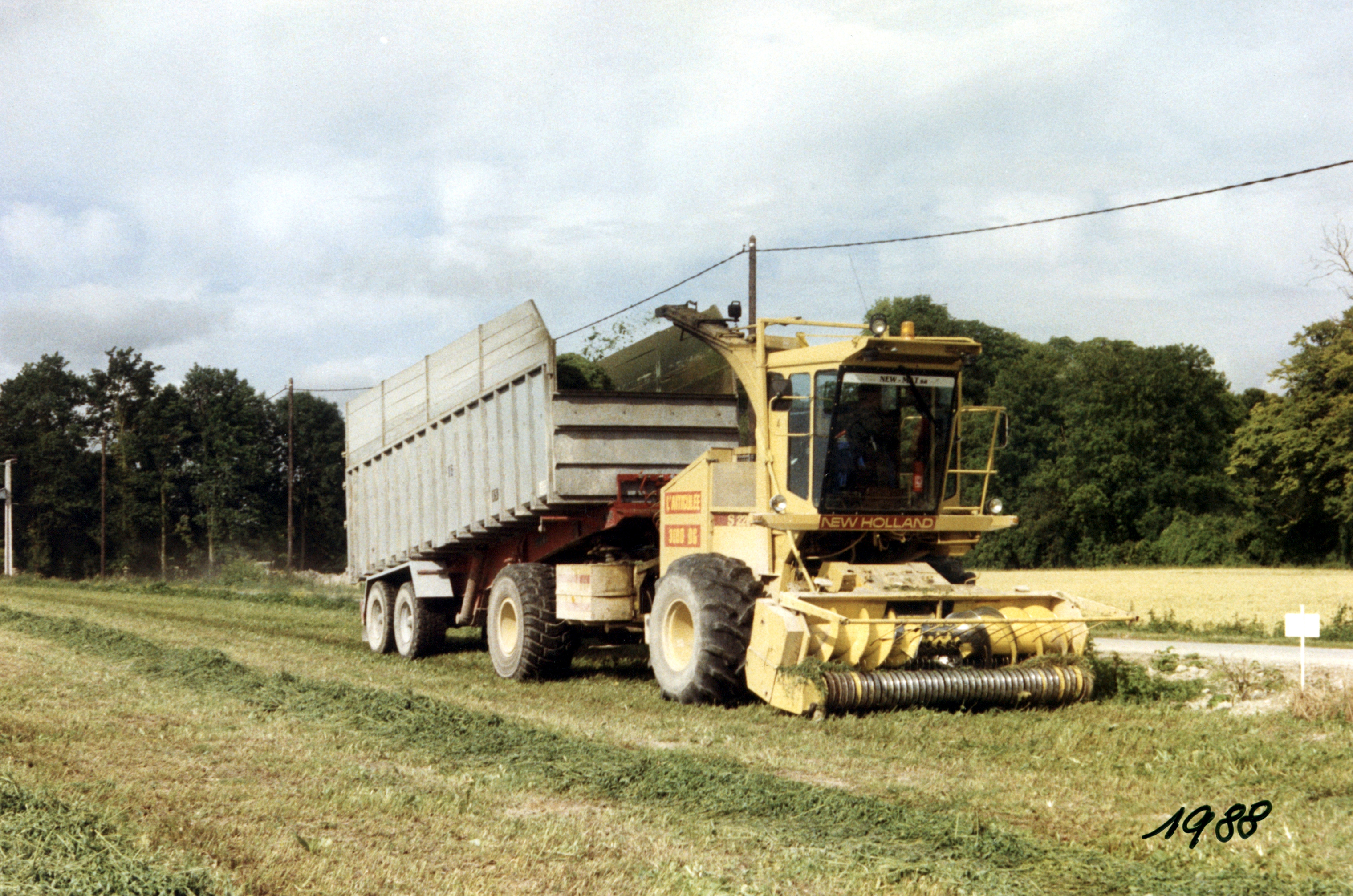
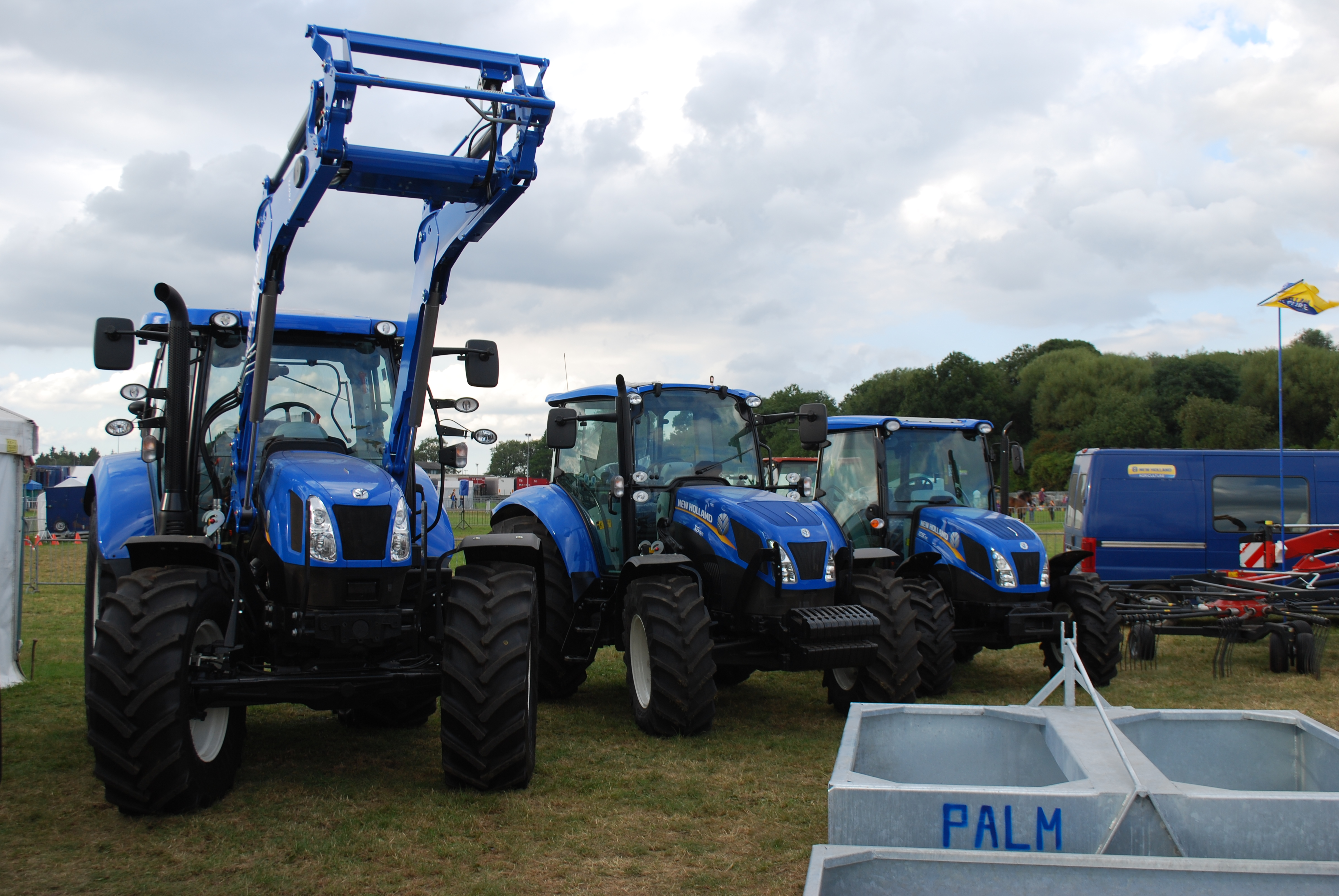
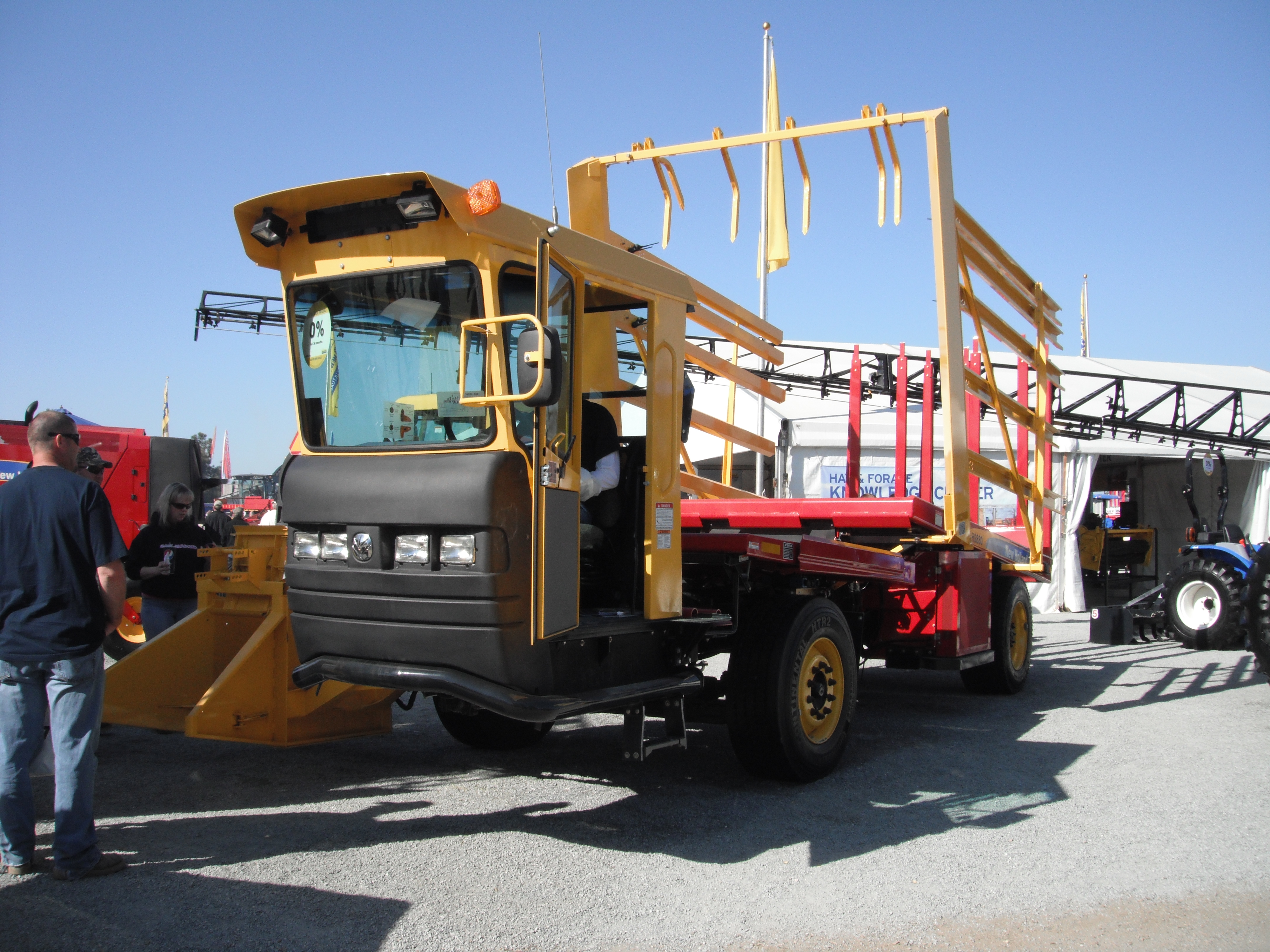
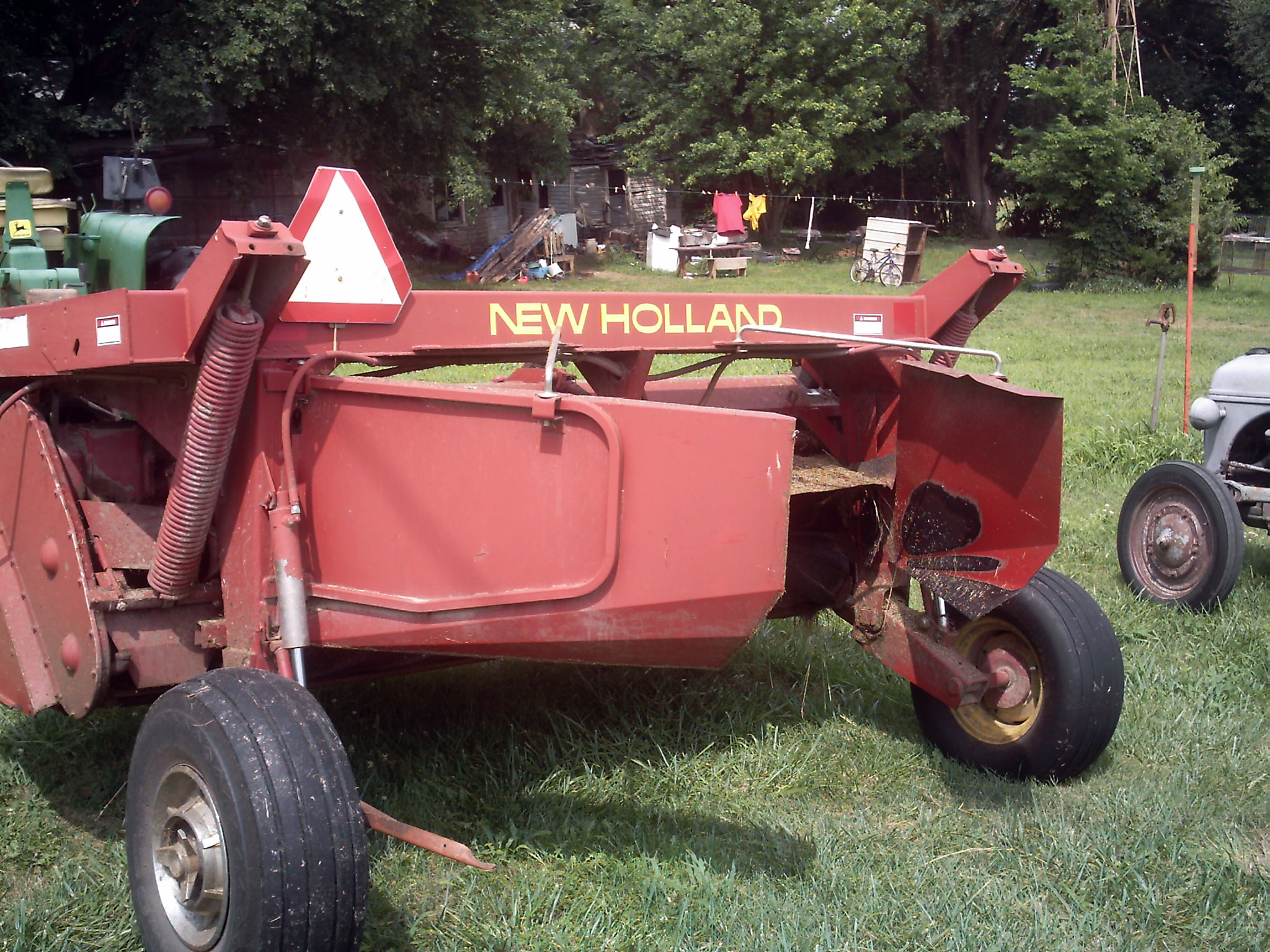
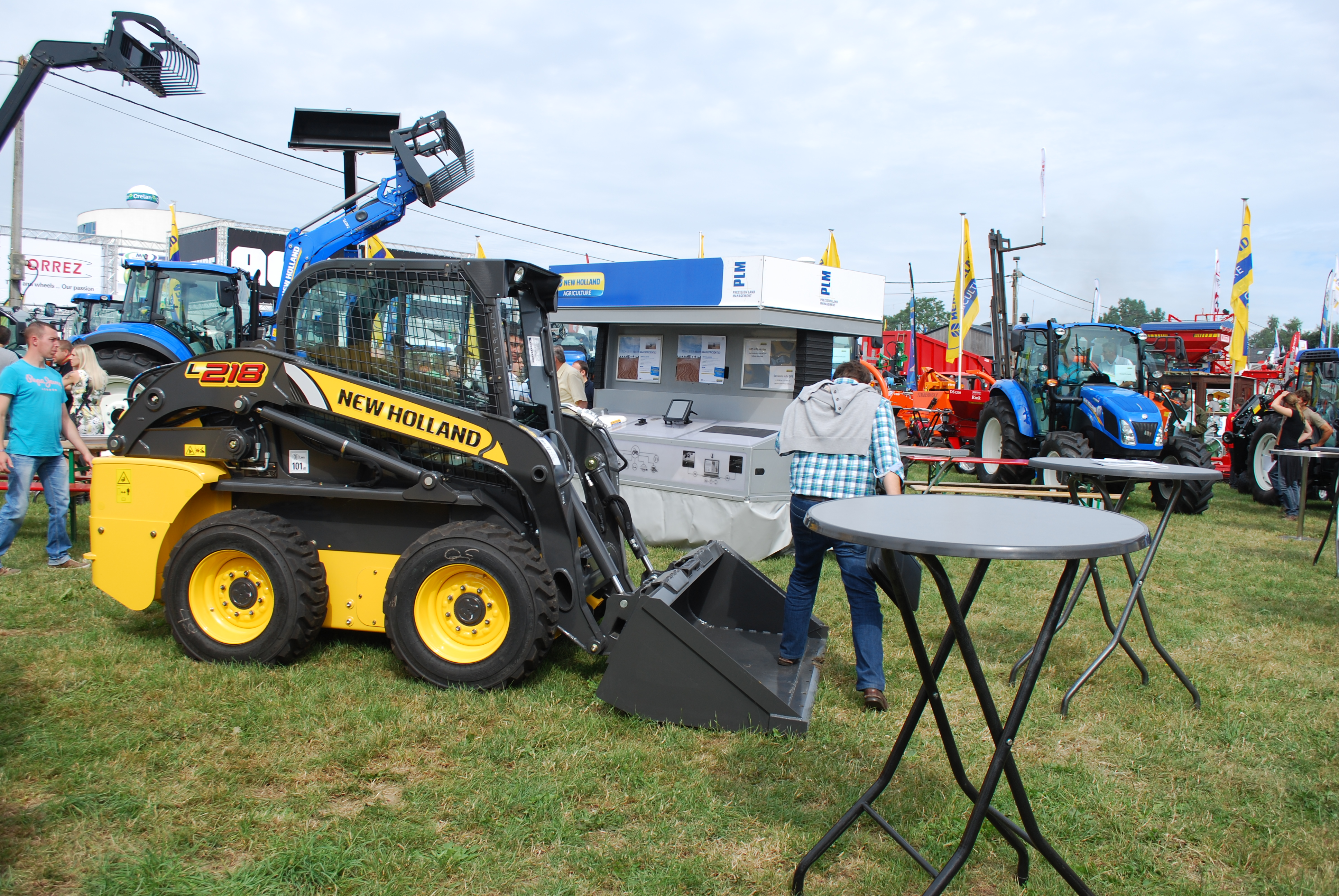
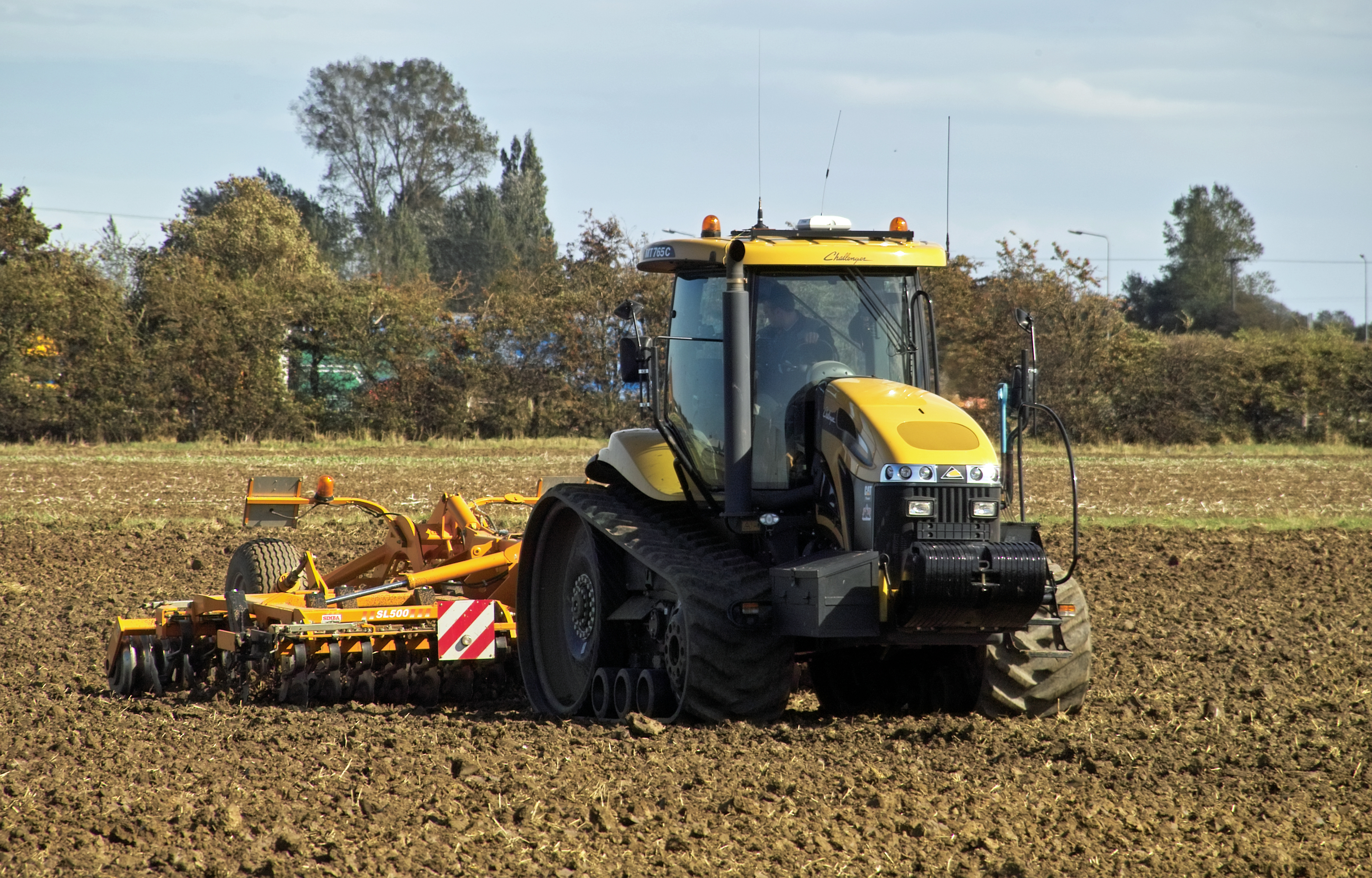
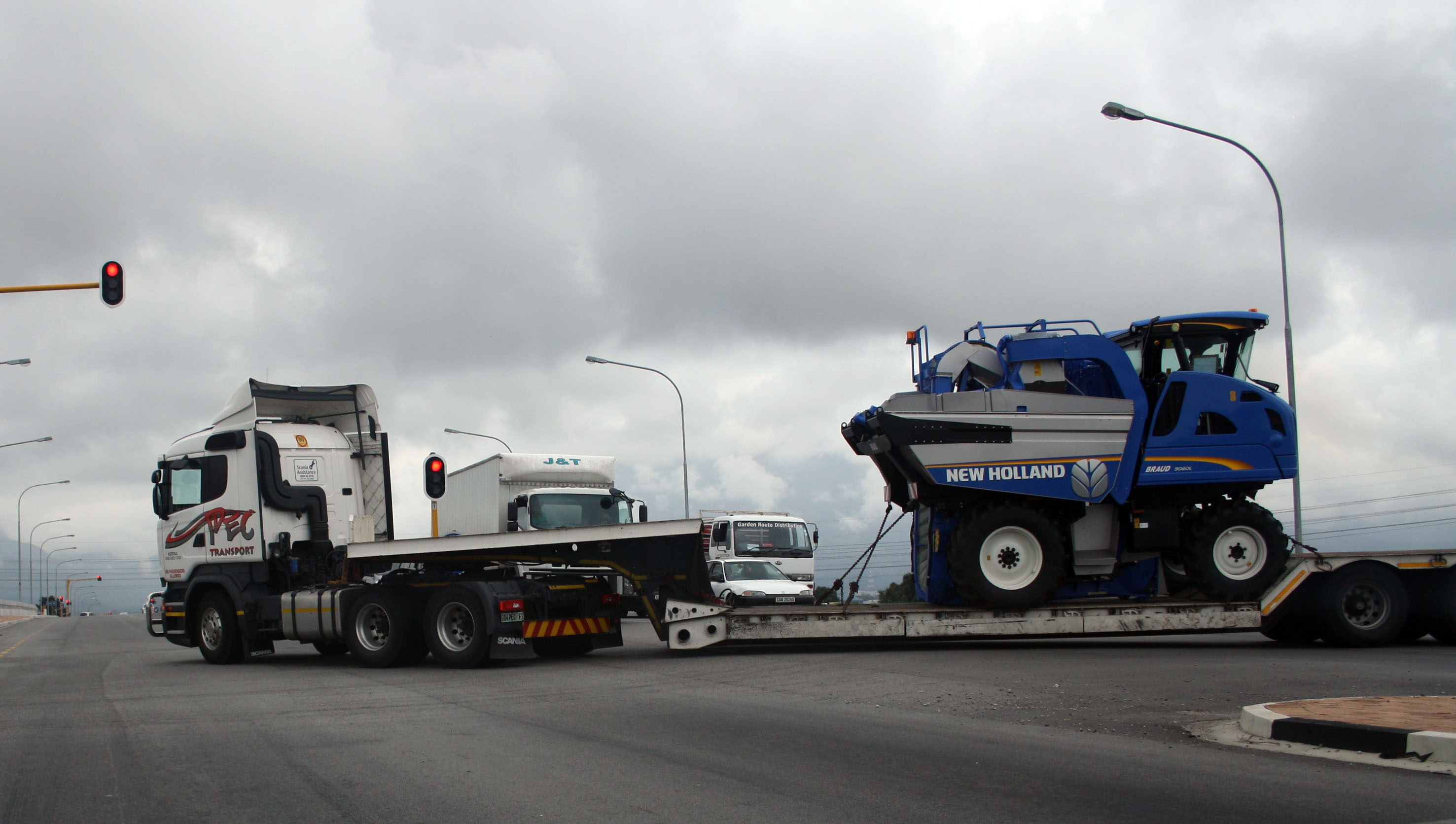
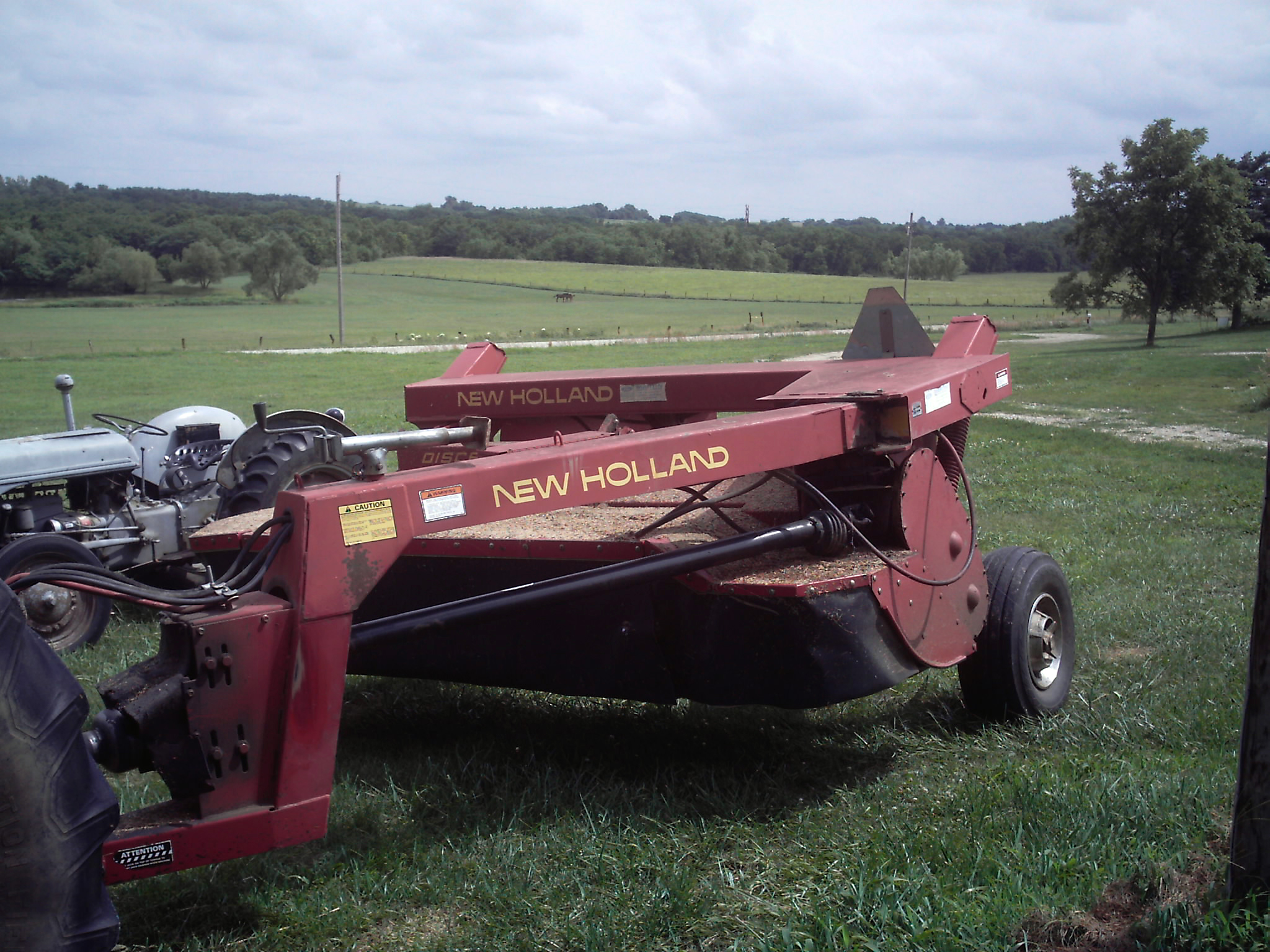
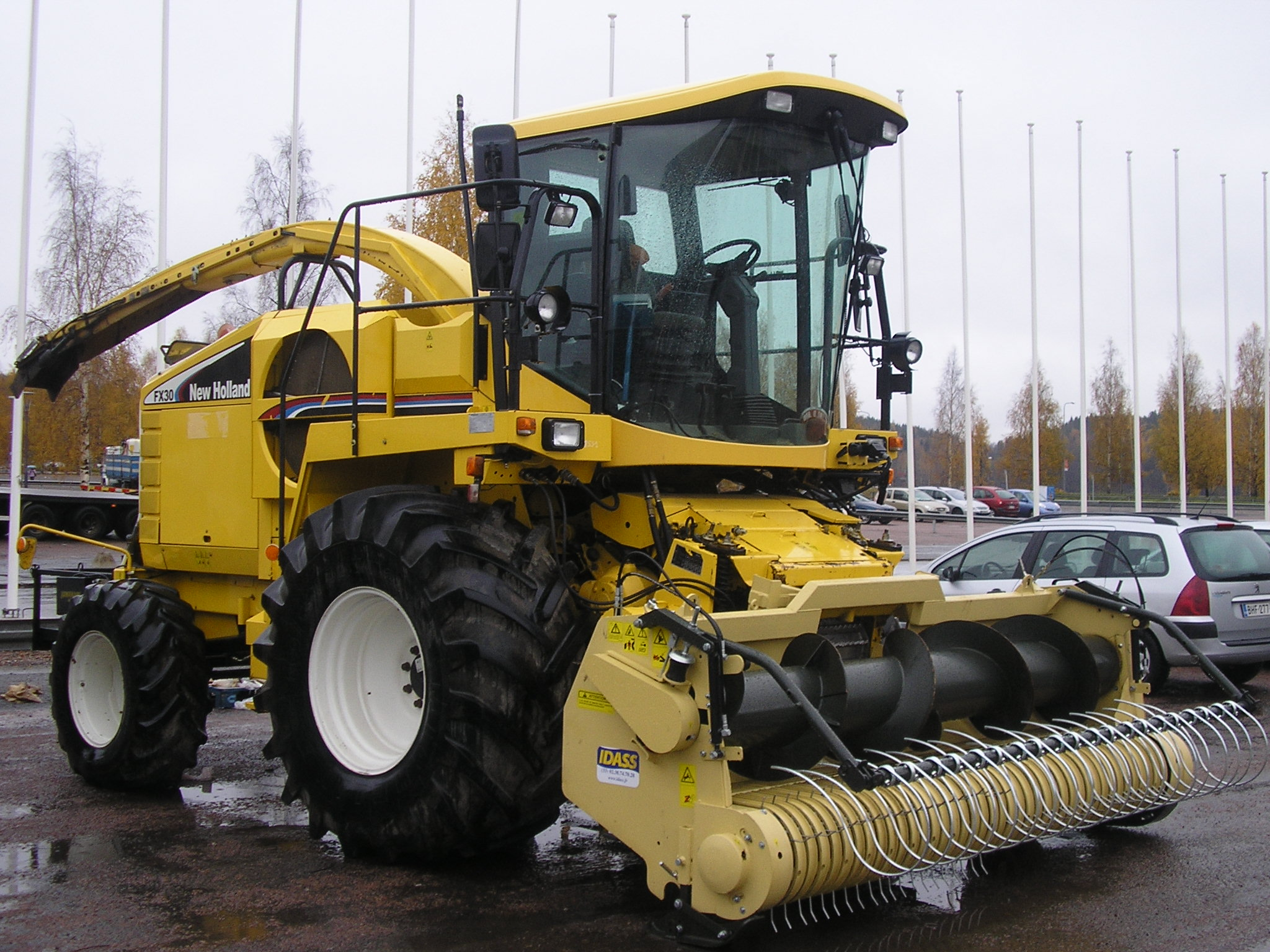
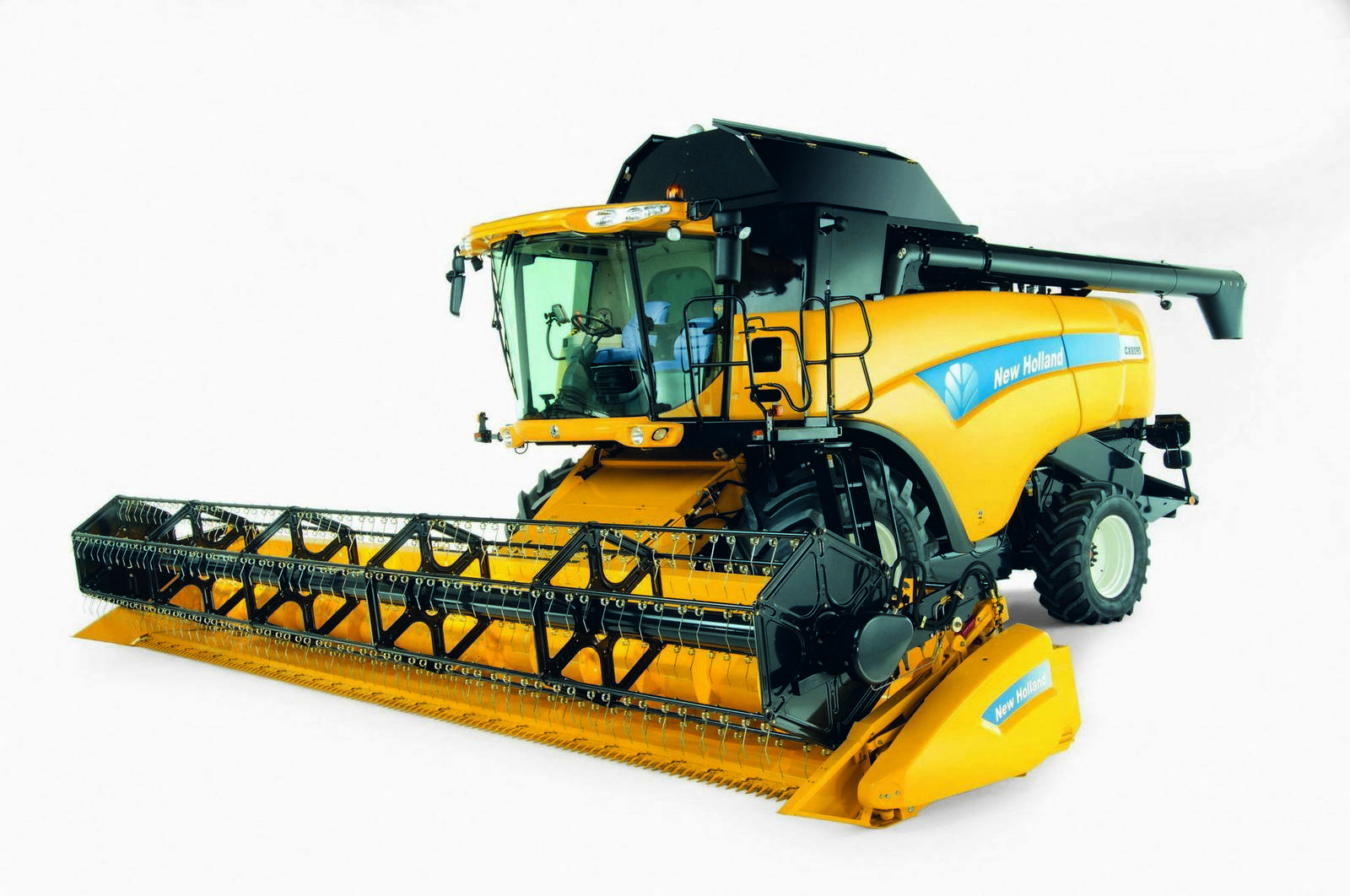